# Station Gęsia Górka
Station Gęsia Górka is een spoorwegstation in de Poolse plaats Gęsia Górka.